# Karsten Lauritzen
Karsten Lauritzen (né le 14 octobre 1983 à Løgstør (Danemark) est un homme politique danois, membre du parti Venstre. Il est ministre de la Fiscalité de juin 2015 à juin 2019.

## Biographie
Engagé au sein du parti Venstre, il en dirige la branche de jeunesse de 2005 à 2007.
Il est élu pour la première fois au Folketing lors des élections législatives de 2007. Durant son premier mandat, il est le porte-parole de son parti sur les questions de développement et d'intégration.
Il est réélu pour un second mandat lors des élections législatives de 2011. Durant son second mandat, il est le porte-parole de son parti sur les questions judiciaires.
Il est réélu pour un troisième mandat au Folketing lors des élections législatives de 2015. Le 28 juin 2015, il est nommé ministre de la Fiscalité dans le gouvernement formé par Lars Løkke Rasmussen à l'issue du scrutin. Il conserve son poste dans le gouvernement Lars Løkke Rasmussen III, élargi à deux partis supplémentaires.
Il est réélu pour un quatrième mandat lors des élections législatives de 2019 qui marquent le retour de Venstre dans l'opposition. En juin 2020, il est élu président du groupe parlementaire du parti.
En janvier 2022, il annonce sa démission du Parlement pour devenir directeur de la branche des transports de Dansk Industri (da).
Il devient en février 2025 le directeur de Danske Advokater (da), une organisation représentant des cabinets d'avocats danois.